# Índice de Grubel y Lloyd

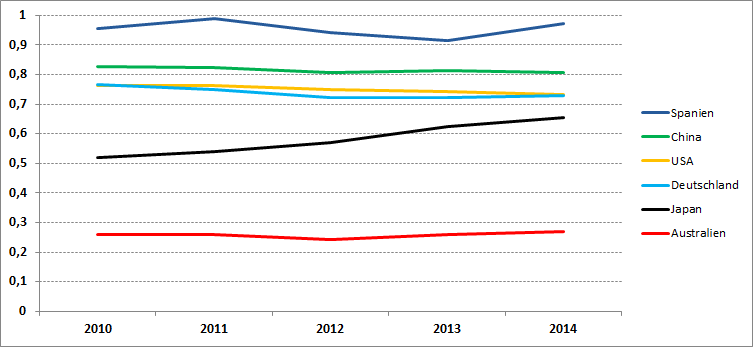
Índices de Grubel-Lloyd de varios países, según la Parte 7 de SITC Rev.4, en series temporales de 5 años.

El índice de Grubel y Lloyd (GL) mide el comercio intrasectorial de un producto determinado. Fue propuesto por Herb Grubel y Peter Lloyd en 1971.
El índice se calcula de la siguiente forma:

{\displaystyle GL_{i}={\dfrac {(X_{i}+M_{i})-\left|X_{i}-M_{i}\right|}{X_{i}+M_{i}}}=1-{\dfrac {\left|X_{i}-M_{i}\right|}{X_{i}+M_{i}}}\qquad ;\ 0\leq GL_{i}\leq 1}

Donde Xi denota las exportaciones y Mi las importaciones del bien i.
Si GLi es igual a 1, solo existe comercio intrasectorial, sin comercio intersectorial. Esto significa que el país en cuestión exporta la misma cantidad del bien i que la que importa.
Si GLi es igual a 0, no hay comercio intrasectorial; todo el comercio es intersectorial. El país en cuestión solo exporta o importa el bien i.